# مدینا (اوهایو)
مدینه (به انگلیسی: Medina) نام شهری در شهرستان مدینه، اوهایو در آمریکا است.
شهرستان مدینه به افتخار شهر مدینه در حجاز نامگذاری گردیده.